# 鳥取県道325号網代港岩美インター線
鳥取県道325号網代港岩美インター線（とっとりけんどう325ごう あじろこういわみインターせん）は、鳥取県岩美郡岩美町を通る一般県道である。

## 概要
岩美郡岩美町大字網代から岩美郡岩美町大字浦富に至る。
2025年（令和7年）3月28日、起点の変更に伴い岩美インター線（いわみインターせん）から網代港岩美インター線に変更された。

### 路線データ
- 起点：鳥取県岩美郡岩美町大字網代（網代港）
- 終点：鳥取県岩美郡岩美町大字浦富（岩美IC交差点、国道9号山陰近畿自動車道（駟馳山バイパス）交点）
- 総延長：535 m[1]

## 歴史
- 2003年（平成15年）7月1日 - 路線認定[4]。
- 2014年（平成26年）3月22日 - 全線開通[2]。
- 2025年（令和7年）3月28日 - 鳥取県告示第166号により、路線名が岩美インター線（いわみインターせん）から網代港岩美インター線に変更[3]。

## 地理

### 通過する自治体
- 鳥取県
  - 岩美郡岩美町

### 交差する道路
| 交差する道路                                 | 交差する場所 | 交差する場所               |
| -------------------------------------------- | ------------ | -------------------------- |
| 区域未決定区間                               |              |                            |
| 国道178号                                    | 大字岩本     | 岩本東交差点               |
| E9 山陰近畿自動車道 / 駟馳山バイパス 国道9号 | 大字浦富     | 岩美IC交差点 / 終点 岩美IC |

### 沿線
- 蒲生川
- 道の駅きなんせ岩美（終点付近）